# Боджо, Лусиано
Лусиано Боджо Альмин (исп. Luciano Boggio Albín; род. 10 марта 1999, Монтевидео) — уругвайский футболист, полузащитник клуба «Ланус».

## Клубная карьера
Боджо — воспитанник клуба «Дефенсор Спортинг». 7 апреля 2019 года в матче против «Бостон Ривер» он дебютировал в уругвайской Примере. 21 апреля в поединке против «Пласа Колония» Лусиано забил свой первый гол за «Дефенсор Спортинг». В начале 2021 года Боджо на правах аренды перешёл в столичный «Ривер Плейт». 17 мая в матче против «Серрито» он дебютировал за новую команду. 24 мая в поединке против столичного «Ливерпуля» Лусиано забил совй первый гол за «Ривер Плейт». По окончание аренды он вернулся в «Дефенсор Спортинг».
Летом 2022 года Боджо перешёл в аргентинский «Ланус». 17 июля в матче против «Годой-Крус» он дебютировал в аргентинской Примере.